# Urbach (Turingia)
Urbach è un comune di 876 abitanti della Turingia, in Germania.
Appartiene al circondario (Landkreis) di Nordhausen (targa NDH) ed è sito al confine settentrionale del territorio detto Goldene Aue.